# Палацезе (Терамо)
Палацезе (итал. Palazzese) је насеље у Италији у округу Терамо, региону Абруцо.
Према процени из 2011. у насељу је живело 44 становника. Насеље се налази на надморској висини од 34 м.